# Sara Omar
Sara Omar (en kurde: سارا عومه‌ر; née le 21 août 1986 à Suleimaniyé dans la province kurde d’Irak) est une romancière dano-kurde, diplômée de science politique et figure importante de la lutte internationale pour les droits humains. Elle est la première femme romancière kurde reconnue sur la scène internationale. Son premier roman, “La laveuse de mort” est paru en français le 14 octobre 2020, chez Actes Sud.
Sara Omar naît et passe les premières années de sa vie au Kurdistan. Elle doit cependant fuir la guerre à la fin des années 1990 pour s’installer au Danemark, où elle vit depuis 2001. Après avoir étudié le droit, Sara Omar obtient sa licence en science politique. Elle étudie désormais pour l’obtention de son master. 
Sara Omar connaît un succès immédiat pour son roman Dødevaskeren (en français, “la laveuse de mort”) publié en novembre 2017. Deux ans plus tard est publié Skyggedanseren (en français “La danseuse de l’ombre), la suite de son roman à succès. 
L’auteure obtient plusieurs récompenses pour son travail, dont le Prix des droits humains 2019, remis par le Conseil des Droits de l’Homme des Nations unies

## Biographie

### Enfance et parcours universitaire
Sara Omar naît en 1986 dans la ville de Suleimaniyé au Kurdistan - la même ville d’où est originaire Frmesk, le personnage principal de ses romans. Dans le livre, cependant, la cité est appelée Zamwa, l’ancienne appellation de Suleimaniyé. La ville se situe entre les montagnes d’Azmer, Goyija, Baranan et des collines de Tasluja. Dans le passé, la ville était la capitale de la principauté de Baban, de 1784 à 1850. Depuis sa fondation, Suleimaniyé a été le lieu de rencontre de poètes, auteurs, artistes et autres intellectuels. 
Sara Omar grandit pendant la guerre Iran-Irak (1980-1988) qui évolue ensuite en conflit ouvert entre l’Irak et le Koweït (1990-1991), également appelé Guerre du Golfe. Pendant ces guerres, elle vit dans la ville voisine de Halabja et survit à l’attaque chimique du 16 mars 1988.
En plus de l’attaque chimique d’Halabja, Sara Omar réside également au Kurdistan au moment de la campagne Anfal, le massacre à l’encontre des Kurdes à la fin des années 1980. Nombre de ses proches sont devenus victimes de la guerre qui a duré de 1986 à 1989. [28] La campagne Anfal tient son nom de la sourate al-Anfal du Coran. L’ancien gouvernement du parti Baath irakien l’utilisait comme nom de code pour ses attaques systématiques contre les populations civiles et les Peshmerga. Ces éléments, Sara Omar choisit d’en faire l’arrière-plan de ses romans. 
Dès son plus jeune âge, Sara Omar doit fuir le Kurdistan en raison de la guerre. À 15 ans, elle rejoint le Danemark où elle finit son cursus scolaire et commence à étudier à l’université.

### Carrière

#### Premiers écrits
Sara Omar commence à écrire de la poésie et à peindre dès l’âge de 4 ans. En 2012, elle participe au WEYA, un festival international pour les 1000 jeunes poètes les plus talentueux, venant de plus de 100 pays différents.
Dans le passé, Sara Omar a tenté de faire publier certains de ses travaux au Moyen-Orient, mais a été rejetée. Pendant de nombreuses années, elle écrit sous pseudonyme, prétendant être un homme. 
Depuis 2004, Sara Omar publie sa poésie dans divers médias du Moyen-Orient et contribue aux grands débats médiatiques, notamment sur les thèmes de l’inceste, des mutilations génitales féminines, agressions sexuelles, crimes et meurtres d’honneur, contrôle social, oppression des femmes, sur les droits des homosexuels, des personnes en situation de handicap, ainsi que des femmes et enfants vivant dans des sociétés patriarcales. 
Avant le succès de ses romans, Sara Omar a notamment publié un poème dans le magazine littéraire Kritiker en 2014. Le poème titré “La rivière de souffrance suit son cours”; est dédié à sa mère. 
Sara Omar conçoit également le poème Barndommens tavshed (“Silence d’enfance”) dans le cadre de la publication, par le PEN danois, de l’anthologie Ord på flugt (“Mots en cavale - en français”). Cette anthologie regroupe des auteurs et journalistes, dont tous ont en commun d’avoir fui des pays déchirés par la guerre.

#### Littérature
Le 30 novembre 2017, le premier roman de Sara Omar, Dødevaskeren (“La laveuse de morts”, est publié en danois. Pour son roman, elle est récompensée du Laesernes bogpris (prix des lecteurs). L’ouvrage se vend rapidement à plus de 100 000 exemplaires; les 50 000 premières copies ayant toutes été vendues au cours du premier mois suivant la publication.
Deux ans plus tard, le 26 novembre 2019, un second roman, la suite du premier, intitulé Skyggedanseren (Le danseur des ombres) est publié. Pour celui-ci, elle reçoit le prix littéraire “De Gyldne Laurbaer” (“Les lauriers d’or”). En seulement deux mois, 50 000 exemplaires sont vendus. 
Les deux romans de Sara Omar sont publiés par l’éditeur Politikens Forlag. Ils sont également traduits et commercialisés en suédois, norvégien, serbe, macédonien et français. 
En 2019, Sara Omar est l’invitée d’honneur et principale maîtresse de cérémonie de Bogforum (salon du livre) tenu au Bella Center, à Copenhague. Plus tôt dans l’année, elle prononce le discours d’ouverture du prestigieux CPH:DOX (Festival international du film documentaire de Copenhague).
Sara Omar intervient également dans de nombreux festivals littéraires, dont le Bogforum, Litt Talk, Ordkraft, Literature Exchange et le SILK international à Skudeneshavn, en Norvège. 
Par ailleurs, Sara Omar présente fréquemment son action au cours d’évènements majeurs organisés par Politiken Live, Louisiana Live, Huset Zornig ainsi qu’avec Jan Grarup, au Théâtre royal danois.

## Militante pour les droits humains
Sara Omar participe à de nombreux événements et actions de sensibilisation auprès de groupes vulnérables et violents. Elle intervient sur des sujets incluant: les crimes d’honneur, la libération sexuelle, le contrôle social négatif (pour la Fédération nordique des sociétés d’obstétrique et de gynécologie). Ses autres interventions comprennent notamment une présentation de son roman “La laveuse de Mort” et une réflexion sur l’impunité et la violence pour l’organisation Interkulturelt Kvinderad (Comité intercultural pour les femmes), pour l’association Eves Univers des femmes de Tingbjerg (Tingbjerg-kvindeforeningen Eves Univers). Sara Omar intervient également pour l’ONG UN-Alliance, au Comité des Nations unies pour les femmes, où elle présente quelques-unes des luttes à mener au Danemark; ainsi que pour Mino Denmark, à l’occasion de la journée internationale pour les droits des femmes. 
Sara Omar apparaît dans plusieurs campagnes d’Amnesty International et participe au projet “La vie après la violence” porté par l’organisation Danner (refuge danois pour les femmes et enfants victimes de violences), autour des femmes et enfants abusés et vulnérables.
Elle est ambassadeur pour DIGNITY - l’Institut Danois contre la Torture, ainsi que pour la société des femmes danoise, l’organisation de jeunes “Crossing Borders” et l’organisation suédoise GAPF, qui lutte contre les crimes d’honneur. 
Peu après la sortie de La laveuse de mort, Sara Omar est invitée à donner un discours de Nouvelle année dans l’émission Deadline de DR2, où elle dépeint le monde violent dans lequel vivent certaines femmes musulmanes.
Sara Omar est également membre du Panel exécutif d’experts pour le Arts & Globalization Communication Group.

## Récompenses
Sara Omar reçoit de nombreuses récompenses pour son œuvre. Ces prix incluent notamment la bourse de mobilité Erik Hoffmeyer, en 2015, le Ytringsfrihedsprisen (prix pour la liberté d’expression), en 2018; le Victor 2018; et le prix Artbeat en 2018.
En 2018, Sara Omar remporte le Læsernes bogpris pour son premier roman, “La laveuse de mort”. En 2019, elle remporte De Gyldne Laurbær (“les lauriers d’or”) pour son deuxième roman, Skyggedanseren, ainsi que le Prix des droits humains du Comité des Droits de l’Homme des Nations unies. Le discours qu’elle prononce à l’occasion de la remise du prix est ensuite publié comme tribune dans le journal danois “Jyllands-Posten”.
En 2019, elle reçoit le prix littéraire de la fondation Martin Andersen Nexø, avec Sofie Jama et Aydin Soei. Les trois auteurs se voient récompensés en ce qu'ils “représentent des voix qui se développeront, modèleront les débats sur l’immigration et contribueront à changer les perceptions de l’émigration et de l’immigration”. En complément, Sara Omar reçoit le Prix Style 2019 du magazine Elle en tant que Femme de l’année “pour son roman à succès La Laveuse de Mort qui dévoile une culture chauvine et masculine ayant pris l’islam en otage”. "La Laveuse des morts" est également distingué par le Prix des Lorientales 2021.